# ایستگاه شهر آموزش
ایستگاه شهر آموزش (عربی: المدینة التعلیمیة محطة مترو) ایستگاهی در خط سبز متروی دوحه است که در شهر آموزش واقع شده‌است. این ایستگاه به شهرداری الریان، به‌ویژه شهر آموزش، بنی هاجر، و مناطق مرتبط با شهر آموزش مانند غرافةالریان و الشقب خدمات‌رسانی می‌کند. این ایستگاه در خیابان اللقطه قرار دارد.
این ایستگاه در حال حاضر فاقد مترولینک است. امکانات موجود در محل شامل سرویس بهداشتی و نمازخانه است.

## تاریخچه
این ایستگاه در ۱۰ دسامبر ۲۰۱۹ به‌همراه سایر ایستگاه‌های خط سبز (که با نام خط آموزش نیز شناخته می‌شود) به روی عموم گشایش یافت.

## طرح‌بندی ایستگاه
| همکف | سطح خیابان                                      | خروجی/ورودی            | خروجی/ورودی            |
| -۱   | مزانین                                          | کنترل کرایه، فروش بلیط | کنترل کرایه، فروش بلیط |
| -۲   | خدمات عمومی                                     | مغازه‌ها                | مغازه‌ها                |
| -۳   | به غرب                                          | M2 به سمت الرفاع       |                        |
| -۳   | سکوی جزیره‌ای، درها به سمت چپ یا راست باز می‌شوند |                        |                        |
| -۳   | به شرق                                          | M2 به سمت المنصوره     |                        |